# Baron (Saône-et-Loire)
Baron is een gemeente in het Franse departement Saône-et-Loire (regio Bourgogne-Franche-Comté) en telt 217 inwoners (1999). De plaats maakt deel uit van het arrondissement Charolles.

## Geografie
De oppervlakte van Baron bedraagt 13,1 km², de bevolkingsdichtheid is 16,6 inwoners per km².
De onderstaande kaart toont de ligging van Baron (Saône-et-Loire) met de belangrijkste infrastructuur en aangrenzende gemeenten.

## Demografie
Onderstaande figuur toont het verloop van het inwonertal (bron: INSEE-tellingen).